# 5:2-dieten
5:2-dieten är en diet som innebär att man kraftigt begränsar intaget av kalorier två dagar i veckan och äter normalt de övriga fem dagarna. Dieten har sitt ursprung i Storbritannien, och spred sig därifrån vidare till övriga Europa samt USA. Det är en av flera dieter baserade på "avbruten" eller "periodvis" fasta (egentligen lågkaloriintag). Populärvetenskapliga författare spekulerar i möjligheten att avbruten fasta kan ge en rad olika hälsoeffekter, och påstår att metodens enkelhet gör att de som tillämpar den tenderar att vara mer uthålliga än de som följer traditionella dieter.  Den medicinska uppfattningen är emellertid att det idag (2013) finns begränsad bevisning för hälsoeffekter utöver viktminskningen, och för ökad uthållighet, och att det finns begränsad kunskap om eventuella bieffekter. Dietens förespråkare avråder gravida, tonåringar och epileptiker från dieten.

## Dieten
Dieten blev populär i Storbritannien efter en tv-dokumentär i BBC2, Eat, Fast & Live longer, som sändes den 6 augusti 2012 (och av SVT den 25 mars 2013). I dokumentären provar hälsojournalisten Michael Mosley dieten under nio veckor och fick en viktnedgång på 9 kg samt förbättrade sina kolesterol- och blodsockervärden.
Dieten innebär ett lågt intag av kalorier under två dagar i veckan, ofta beskrivet som fasta eller halvfasta. Dessa två dagar bör inte vara i följd. Män kan då äta 600 kcal och kvinnor 500 kcal per fastedag. Övriga fem dagar bör man äta tre mättande mål per dag, men avråds från att räkna kalorier. 5:2-dietböcker rekommenderar att man även de dagarna avstår från eller minimerar mängden socker (godis, läsk, bakverk), chips och mellanmål utöver de tre mättande målen, medan det i TV-dokumentären sägs det att de som åt fet mat de andra dagarna inte fick sämre resultat/värden. Dieten bör kombineras med motion, exempelvis 30 minuter promenader, de dagar man inte fastar.

## Bästa dieten
5:2-dieten var en av fyra dieter i SVT:s program Bästa dieten som sändes hösten 2018. I programmet testades fyra olika dieter; vegansk kost, LCHF, livsmedelsverkets rekommendationer och 5:2-dieten. Fyra olika par agerade försökspersoner och genomgick en omfattande undersökning av läkare före och efter experimentet. Lisa Andersson som driver 5-2dietenrecept.se var inspiratör för 5:2 dieten i programmet. 

## Effekter och belägg
Det brittiska National Health Service publicerade våren 2013 en artikel om dieten på sin hemsida där man sa att det bara fanns begränsade belägg för viktminskning och att det saknas bevis för ökad livslängd hos människor (i motsats till djur- och laboratorieresultat). Slutsatsen var: "jämfört med andra typer av viktminskningsprogram är fakta om 5:2-dietens säkerhet och effektivitet begränsade. Om du överväger att prova det bör du först rådgöra med din läkare för att se om det är lämpligt för dig".
I en studie publicerad hösten 2013, genomförd under åtta veckor av doktor Krista Varady vid University of Illinois, lät man två grupper av överviktiga patienter fasta varannan dag. Deltagarna fick äta vad de ville ena dagen, men skulle äta färre än 600 kalorier på den andra dagen, fastedagen. Man fann i studien att när det gäller risken för att utveckla kardiovaskulära sjukdomar, verkade det inte spela någon större roll om patienterna åt mat med lågt eller högt fettinnehåll på icke-fastedagarna.
Viktminskningen beror enbart på det minskade kaloriintaget. Främst djurförsök indikerar att blodsockret stabiliseras, blodtrycket och kolesterolvärden går ner och risken för alzheimer kan minska av periodisk fasta. Exempel på tänkbara förklaringar till eventuella hälsoeffekter är att dieten kombineras med regelbunden motion samt att kosten är mer allsidig än vissa andra populära dieter eftersom den inte utesluter kolhydrater, fett eller proteiner. Dessutom gör fasta att cellerna stressas till att ställa in sig på reparation eller förnyelse istället för att byggas upp, och blir då bättre på att ta hand om sjukdomar. Insulinproduktionen går ner, vilket gör att man då lagrar mindre fett. 